# Marimatha botyoides
Marimatha botyoides är en fjärilsart som beskrevs av Achille Guenée 1852. Marimatha botyoides ingår i släktet Marimatha och familjen nattflyn. Inga underarter finns listade i Catalogue of Life.